# Rybník (Dolní Dvořiště)
Rybník, dříve pod názvem Certlov (německy Zartlesdorf), je místní část obce Dolní Dvořiště v okrese Český Krumlov. Nachází se zhruba 2 km jihozápadně od Dolního Dvořiště. 

## Historie
První písemná zmínka o vsi se nachází v urbáři rožmberského panství z roku 1379. V roce 1473 se majitelem vsi stal Jan Sudík z Dlouhé a jeho potomkům patřila až do poloviny 17. století, kdy přešla do majetku rodu Muckenberků. V roce 1745 byla ves prodána hraběti Františku Leopoldovi Buquoyovi. Hrabě zde nechal vystavět malý zámeček, který byl zbourán v roce 1979. Ve vsi hospodařil hraběcí velkostatek, který byl v rámci pozemkové reformy v roce 1925 jako tzv. zbytkový velkostatek prodán rodině Laštovkově. Majitel Jakub Laštovka byl do té doby zaměstnán jako šafář na panství Schwarzenberském. Po roce 1945 byl spolu se zámečkem rodině odebrán a předán do družstevní a později do státní péče. Část velkostatku byla zbořena, část různém stadiu rozpadu stojí dodnes. Podobný osud čekal i na velkou většinu původní zástavby obce. V šedesátých a sedmdesátých letech byla část budov zbořena a částečně na jejich místě, částečně na zelené louce postaveny typizované dvojdomky.
Po roce 1850 se ves Certlov stala samostatnou obcí. Teprve roku 1964 byl v obci Rybník, ke které náležela ještě osada Trojany, zrušen zdejší místní národní výbor a Rybník i s osadou Trojany byly připojeny k obci Dolní Dvořiště. Osada Svitanov zanikla.
Územněsprávně byl Rybník v letech 1869–1880 veden pod názvem Zartlesdorf jako osada někdejší obce Horní Kaliště v okrese Kaplice, v letech 1890–1910 pod názvem Cartle, v letech 1921–1930 pod názvem Certlov. V letech 1938 až 1945 byla obec v důsledku uzavření Mnichovské dohody přičleněna k nacistickému Německu, a to pod názvem Zartlesdorf. V roce 1950 byla obec již vedena pod názvem Rybník. Jako část obce Dolní Dvořiště v okrese Český Krumlov je Rybník veden od roku 1961.
| Rok            | 1869 | 1880 | 1890 | 1900 | 1910 | 1921 | 1930 | 1950 | 1961 | 1970 | 1980 | 1991 | 2001 |
| -------------- | ---- | ---- | ---- | ---- | ---- | ---- | ---- | ---- | ---- | ---- | ---- | ---- | ---- |
| Počet obyvatel | 274  | 277  | 235  | 199  | 213  | 196  | 192  | 89   | 164  | 118  | 90   | 76   | 79   |

### Svobodné zboží Certlov
„Svobodné zboží Certlov spadající pod správu rožmberského panství leží východně od města Rožmberk, z velké části obklopené územím panství. Jen malá část na východě sousedí s hornorakouským panstvím Freistadt a malá část na severu s územím pod správou prelatury v Krumlově.“
„Majitelem je c. k. komoří Georg Franz August Longueval hrabě Buquoy, svobodný pán z Bauru, který zboží převzal zároveň s panstvím Rožmberk po svém strýci Johannu Josephovi hraběti Buquoyovi (zemř. 12. dubna 1803) (zemské desky).“
„Zboží bylo prodáno roku 1745 tehdejším majitelem Ulrichem Splaltem hraběti Františku Buquoyovi, majiteli panství Rožmberk a od té doby je nepřetržitě v držení rodu.“
Využitelná plocha je dle katastrálního sumáře:
|          | Dominikál        | Dominikál | Rustikál         | Rustikál | Dohromady        | Dohromady |
| Jiter    | Čtverečných sáhů | Jiter     | Čtverečných sáhů | Jiter    | Čtverečných sáhů |           |
| -------- | ---------------- | --------- | ---------------- | -------- | ---------------- | --------- |
| Pole     | 35               | 329       | 54               | 800      | 89               | 1129      |
| Louky    | 28               | 992       | 25               | 1326     | 54               | 718       |
| Rybníky  | 38               | 46        | –                | –        | 38               | 46        |
| Pastviny | 9                | 856       | 2                | 1186     | 12               | 442       |
| Lesy     | 20               | 620       | 1                | 1174     | 22               | 194       |
| V součtu | 131              | 1243      | 84               | 1286     | 216              | 920       |

„Z toho náleží vrchnosti celý dominikál a z rustikálu 22 jiter a 641 čtverečných sáhů polí a 7 jiter 505 3/6 čtverečných sáhů luk, dohromady 29 jiter 1146 3/6 čtverečných sáhů, v celé sumě tedy 161 jiter, 789 3/6 čtverečných sáhů.
„Přírodní poměry jsou podobné jako v okolních částech panství Rožmberk. Vodstvo sestává z pěti rybníků (Mlýnský, Jandlův, Nový, Plešerův a Laimův), které jsou osazeny kapry. Půda je plodná a vhodná pro pěstování obilnin a dalších zemědělských plodin. Les, zvaný Kronawittet je smrkový a jedlový, a je obhospodařován rožmberským revírníkem sídlícím v Certlově.“
„Součástí panství je pod Rožmberk spadající obec Certlov, 8 hodin jižně od Budějovic, 1 ¼ hodiny východně od Rožmberka, na železnici a ¼ hodiny západně od linecké poštovní silnice, která protíná východní část zboží. Vesnice má 29 domů s 224 německými obyvateli a je přifařena k Dolnímu Dvořišti. Ve vesnici jsou dva menší zámečky obývané dvěma myslivci, několika důchodci a nájemci, jeden poplužní dvůr ve vlastní režii, hospoda a mlýn.“
„Mimo obec leží a) ¼ hodiny jihozápadně tzv. Jandelhof, selský dům, a b) ¼ hodiny severně, k prelatuře Krumlov patřící, ale k Certlovu konkribovaný Plešerův dvůr.“

## Doprava

### Železniční doprava
Železniční stanice s názvem Rybník leží na mezinárodní železniční trati České Budějovice – Summerau (trať 196), na kterou zde navazuje železniční trať Rybník – Lipno nad Vltavou (trať 195).

#### Koněspřežná železnice
V roce 1832 byl zahájen provoz  na koněspřežné dráze České Budějovice – Linec. V místech, kde je dnešní železniční stanice Rybník (dříve Certlov), která je v katastrálním území Trojany u Dolního Dvořiště, se nacházela železniční stanice Trojany (Trojern). V prostoru železniční stanice Rybník se nachází památník staviteli této železnice – F. A. Gerstnerovi.

### Silniční doprava
Přes ves prochází silnice II/163 z Dolního Dvořiště do Vyššího Brodu a Černé v Pošumaví.